# 留萌インターチェンジ
留萌インターチェンジ（るもいインターチェンジ）は、北海道留萌市堀川町にある深川留萌自動車道のインターチェンジである。

## 歴史
- 2020年（令和2年）
  - 1月24日：IC名称が「留萌IC」で正式決定[1]。
  - 3月28日：留萌大和田IC - 留萌IC間（幌糠留萌道路）開通に伴い、供用開始[1]。

## 周辺
- 留萌開発建設部留萌開発事務所
- 留萌振興局
- 神居岩公園
- 神居岩温泉
- 北海道留萌高等学校
- 留萌千望高等学校
- 留萌中学校
- 留萌市立病院
- 道の駅るもい

## 接続する道路
- 直接接続
  - 国道232号[2]

- 間接接続
  - 国道231号
  - 国道233号
  - 北海道道1031号神居岩総合公園線

## 隣
E62 深川留萌自動車道（幌糠留萌道路）
(6) 留萌大和田IC - (7) 留萌IC